# Marató de Londres
La Marató de Londres (actualment coneguda com a Virgin Money London Marathon) és un esdeveniment de cursa de llarga distància (42,195 km) que se celebra anualment a Londres, Regne Unit. És una de les sis Grans Maratons del Món (World Marathon Majors). L'esdeveniment es va celebrar per primera vegada el 29 de març de 1981 i se celebra cada any per la primavera. Des de 2010, la carrera ha estat patrocinada per Virgin Money.

## Palmarès

### Homes

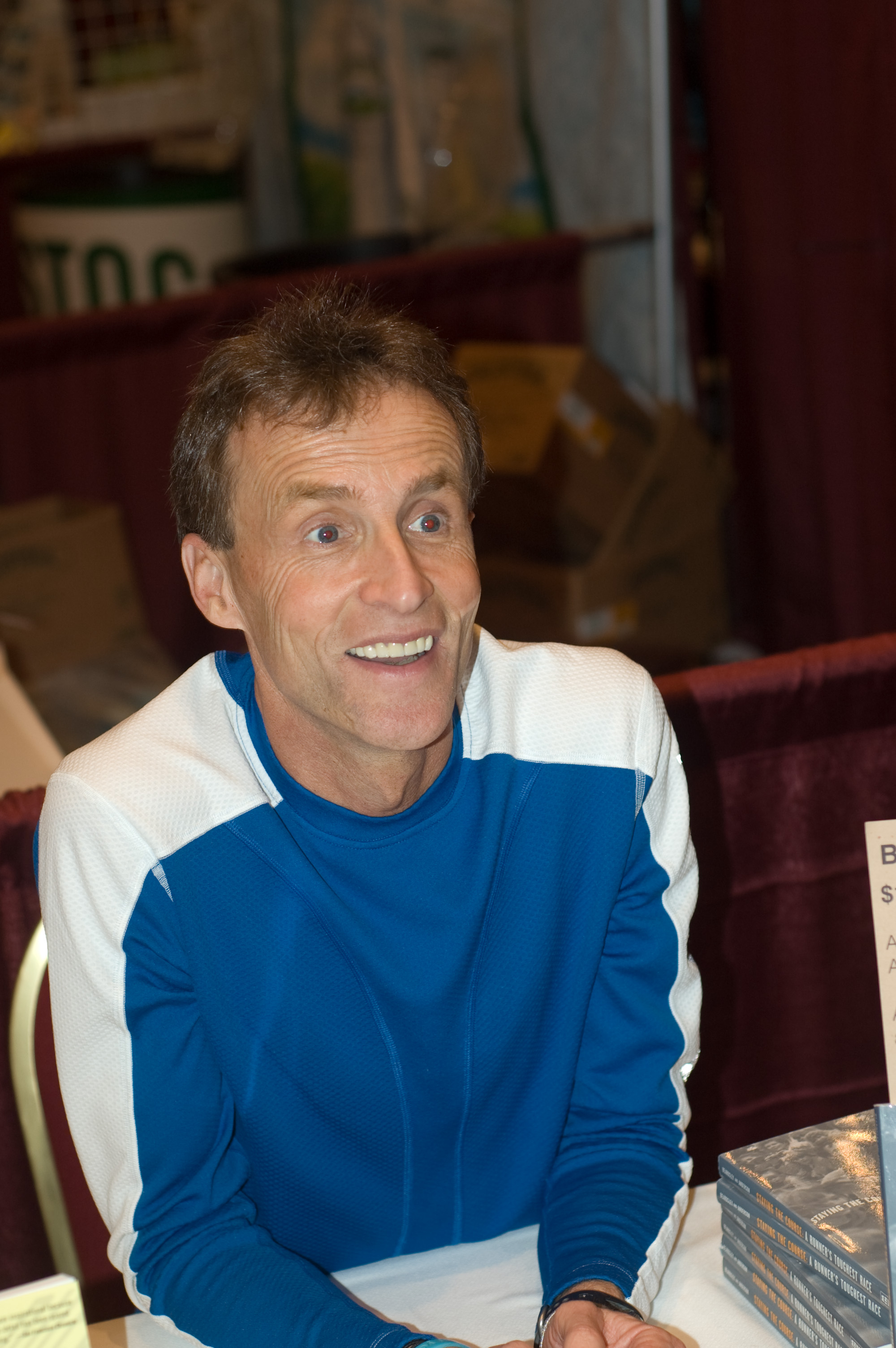
Dick Beardsley va compartir la victòria inaugural de la Marató de Londres amb Inge Simonsen.

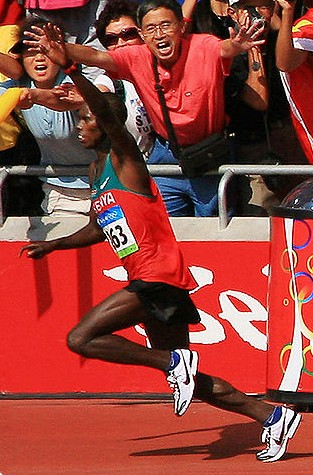
El guanyador de 2009 Samuel Wanjiru va batre el rècord de la cursa de Martin Lel per tan sols cinc segons.

| Any  | Atleta                | Nacionalitat   | Temps (h:m:s) | Notes                                |
| ---- | --------------------- | -------------- | ------------- | ------------------------------------ |
| 1981 | Dick Beardsley        | Estats Units   | 2:11:48       | Rècord de la cursa                   |
| 1981 | Inge Simonsen         | Noruega        | 2:11:48       | Rècord de la cursa                   |
| 1982 | Hugh Jones            | Regne Unit     | 2:09:24       | Rècord de la cursa                   |
| 1983 | Mike Gratton          | Regne Unit     | 2:09:43       |                                      |
| 1984 | Charlie Spedding      | Regne Unit     | 2:09:57       |                                      |
| 1985 | Steve Jones           | Regne Unit     | 2:08:16       | Rècord de la cursa                   |
| 1986 | Toshihiko Seko        | Japó           | 2:10:02       |                                      |
| 1987 | Hiromi Taniguchi      | Japó           | 2:09:50       |                                      |
| 1988 | Henrik Jørgensen      | Dinamarca      | 2:10:20       |                                      |
| 1989 | Douglas Wakiihuri     | Kenya          | 2:09:03       |                                      |
| 1990 | Allister Hutton       | Regne Unit     | 2:10:10       |                                      |
| 1991 | Yakov Tolstikov       | Unió Soviètica | 2:09:17       |                                      |
| 1992 | António Pinto         | Portugal       | 2:10:02       |                                      |
| 1993 | Eamonn Martin         | Regne Unit     | 2:10:50       |                                      |
| 1994 | Dionicio Cerón        | Mèxic          | 2:08:53       |                                      |
| 1995 | Dionicio Cerón        | Mèxic          | 2:08:30       | Segona victòria                      |
| 1996 | Dionicio Cerón        | Mèxic          | 2:10:00       | Tercera victòria                     |
| 1997 | António Pinto         | Portugal       | 2:07:55       | Rècord de la cursa; segona victòria  |
| 1998 | Abel Antón            | Espanya        | 2:07:57       |                                      |
| 1999 | Abdelkader El Mouaziz | Marroc         | 2:07:57       |                                      |
| 2000 | António Pinto         | Portugal       | 2:06:36       | Rècord de la cursa; tercera victòria |
| 2001 | Abdelkader El Mouaziz | Marroc         | 2:07:09       | Segona victòria                      |
| 2002 | Khalid Khannouchi     | Estats Units   | 2:05:38       | Rècord mundial de marató             |
| 2003 | Gezahegne Abera       | Ethiopia       | 2:07:56       |                                      |
| 2004 | Evans Rutto           | Kenya          | 2:06:18       |                                      |
| 2005 | Martin Lel            | Kenya          | 2:07:35       |                                      |
| 2006 | Felix Limo            | Kenya          | 2:06:39       |                                      |
| 2007 | Martin Lel            | Kenya          | 2:07:41       | Segona victòria                      |
| 2008 | Martin Lel            | Kenya          | 2:05:15       | Rècord de la cursa; tercera victòria |
| 2009 | Samuel Wanjiru        | Kenya          | 2:05:10       | Rècord de la cursa                   |
| 2010 | Tsegaye Kebede        | Etiòpia        | 2:05:19       |                                      |
| 2011 | Emmanuel Mutai        | Kenya          | 2:04:40       | Rècord de la cursa                   |
| 2012 | Wilson Kipsang        | Kenya          | 2:04:44       |                                      |
| 2013 | Tsegaye Kebede        | Etiòpia        | 2:06:04       | Segona victòria                      |
| 2014 | Wilson Kipsang        | Kenya          | 2:04:29       | Rècord de la cursa; segona victòria  |
| 2015 | Eliud Kipchoge        | Kenya          | 2:04:42       |                                      |
| 2016 | Eliud Kipchoge        | Kenya          | 2:03:05       | Rècord de la cursa; segona victòria  |
| 2017 | Daniel Wanjiru        | Kenya          | 2:05:48       |                                      |
| 2018 | Eliud Kipchoge        | Kenya          | 2:04:17       | Tercera victòria                     |

### Dones

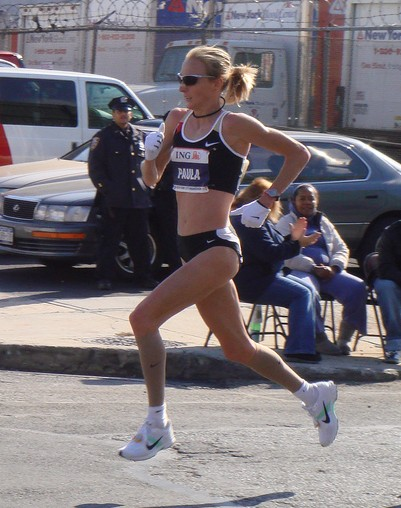
Paula Radcliffe va guanyar la Marató de Londres tres vegades en quatre anys, establint dos nous rècords de la cursa.

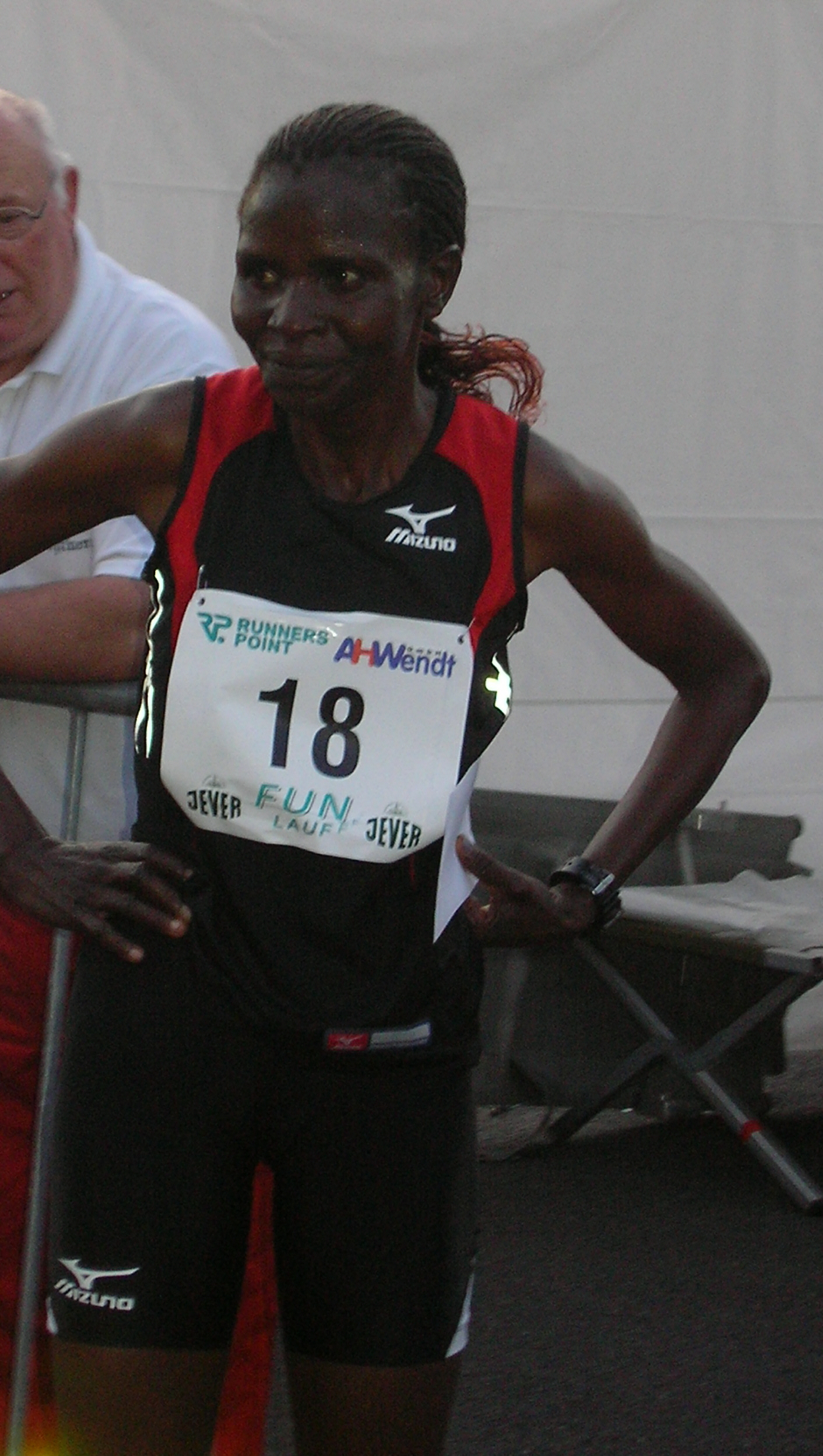
Joyce Chepchumba va ser la primera no europea a guanyar la cursa de dones.

| Any  | Atleta              | Nacionalitat    | Temps (h:m:s) | Notes                                                                                        |
| ---- | ------------------- | --------------- | ------------- | -------------------------------------------------------------------------------------------- |
| 1981 | Joyce Smith         | Regne Unit      | 2:29:57       | Rècord de la cursa                                                                           |
| 1982 | Joyce Smith         | Regne Unit      | 2:29:43       | Rècord de la cursa; segona victòria                                                          |
| 1983 | Grete Waitz         | Noruega         | 2:25:29       | Rècord mundial de marató                                                                     |
| 1984 | Ingrid Kristiansen  | Noruega         | 2:24:26       | Rècord de la cursa                                                                           |
| 1985 | Ingrid Kristiansen  | Noruega         | 2:21:06       | Rècord mundial de marató; segona victòria                                                    |
| 1986 | Grete Waitz         | Noruega         | 2:24:54       | Segona victòria                                                                              |
| 1987 | Ingrid Kristiansen  | Noruega         | 2:22:48       | Tercera victòria                                                                             |
| 1988 | Ingrid Kristiansen  | Noruega         | 2:25:41       | Quarta victòria                                                                              |
| 1989 | Véronique Marot     | Regne Unit      | 2:25:56       |                                                                                              |
| 1990 | Wanda Panfil        | Polònia         | 2:26:31       |                                                                                              |
| 1991 | Rosa Mota           | Portugal        | 2:26:14       |                                                                                              |
| 1992 | Katrin Dörre-Heinig | Alemanya        | 2:29:39       |                                                                                              |
| 1993 | Katrin Dörre-Heinig | Alemanya        | 2:27:09       | Segona victòria                                                                              |
| 1994 | Katrin Dörre-Heinig | Alemanya        | 2:32:34       | Tercera victòria                                                                             |
| 1995 | Małgorzata Sobańska | Polònia         | 2:27:43       |                                                                                              |
| 1996 | Liz McColgan        | Regne Unit      | 2:27:54       |                                                                                              |
| 1997 | Joyce Chepchumba    | Kenya           | 2:26:51       |                                                                                              |
| 1998 | Catherina McKiernan | Irlanda         | 2:26:26       |                                                                                              |
| 1999 | Joyce Chepchumba    | Kenya           | 2:23:22       | Segona victòria                                                                              |
| 2000 | Tegla Laroupe       | Kenya           | 2:24:33       |                                                                                              |
| 2001 | Derartu Tulu        | Ethiopia        | 2:23:57       |                                                                                              |
| 2002 | Paula Radcliffe     | Regne Unit      | 2:18:56       | Rècord de la cursa                                                                           |
| 2003 | Paula Radcliffe     | Regne Unit      | 2:15:25       | Rècord mundial de marató; segona victòria                                                    |
| 2004 | Margaret Okayo      | Kenya           | 2:22:35       |                                                                                              |
| 2005 | Paula Radcliffe     | Regne Unit      | 2:17:42       | Tercera victòria                                                                             |
| 2006 | Deena Kastor        | Estats Units    | 2:19:35       |                                                                                              |
| 2007 | Zhou Chunxiu        | R.P. de la Xina | 2:20:38       |                                                                                              |
| 2008 | Irina Mikitenko     | Alemanya        | 2:24:14       |                                                                                              |
| 2009 | Irina Mikitenko     | Alemanya        | 2:22:11       | Segona victòria                                                                              |
| 2010 | Aselefech Mergia    | Etiòpia         | 2:22:38       | Inicialment tercera. Liliya Shobukhova i Inga Abitova van ser desqualificades posteriorment. |
| 2011 | Mary Keitany        | Kenya           | 2:19:19       |                                                                                              |
| 2012 | Mary Keitany        | Kenya           | 2:18:37       | Segona victòria                                                                              |
| 2013 | Priscah Jeptoo      | Kenya           | 2:20:15       |                                                                                              |
| 2014 | Edna Kiplagat       | Kenya           | 2:20:21       |                                                                                              |
| 2015 | Tigist Tufa         | Etiòpia         | 2:23:21       |                                                                                              |
| 2016 | Jemima Sumgong      | Kenya           | 2:22:58       |                                                                                              |
| 2017 | Mary Keitany        | Kenya           | 2:17:01       | Tercera victòria                                                                             |